# Gran Premio motociclistico di Francia 1991
Il Gran Premio motociclistico di Francia 1991 è stata la decima prova del motomondiale del 1991.
Nettissima affermazione per Wayne Rainey nella classe 500, che stacca il secondo Mick Doohan di ben quattro secondi, portando a termine un fine settimana perfetto che l'ha visto ottenere anche la pole ed il giro veloce in gara. Alle spalle dei due piloti di testa, più combattuta la lotta per il gradino più basso del podio con la Cagiva di Eddie Lawson che prevale di pochissimi millesimi sulla Suzuki di Kevin Schwantz.
Nella 500 due novità importanti nella lista dei partecipanti: non presente Alexander Barros (infortunato al braccio dopo una caduta durante i test privati svoltisi sul circuito di Le Mans), il brasiliano viene sostituito dal francese Raymond Roche, pilota sotto contratto con la Ducati con la quale vinse nel 1990 il campionato mondiale Superbike. Roche però, in accordo con la Cagiva, rinuncia a prender parte alla gara, visto lo scarso adattamento con la C591 (il compagno di squadra Lawson era più veloce di ben tre secondi al giro rispetto al francese) ed anche per evitare di infortunarsi e di non poter prendere parte alle altre gare in stagione (Roche era in corsa per bissare il titolo nel mondiale Superbike). La seconda novità riguarda il ritorno della Paton, che prende parte al primo GP in questa stagione grazie ad una wild card assegnata a Michele Valdo.
Nella classe 250 Loris Reggiani porta la seconda vittoria stagionale di fila in questa classe per l'Aprilia, la prima era stata ottenuta da Pierfrancesco Chili nel precedente GP d'Olanda. Per Reggiani si tratta del ritorno al successo a distanza di quattro anni dalla sua ultima vittoria nel GP di San Marino del 1987 (prima storica vittoria dell'Aprilia nel motomondiale). Notizia curiosa nella lista degli iscritti dove si trovano addirittura tre coppie di fratelli: i fratelli van den Goorbergh (Jurgen e Patrick entrambi classificatisi al traguardo fuori dalla zona punti), i fratelli Lavado (Carlos sedicesimo e Luis che non prende parte al GP a causa di un incidente nelle prove) ed i fratelli Colleoni (solo Renzo partecipa alla gara domenicale mentre Renato non ottiene un tempo utile per qualificarsi).
Nella classe 125 terza vittoria stagionale (ottavo podio totale su nove gare corse) per Loris Capirossi. Podio completato da altri due piloti con la Honda, con il tedesco Ralf Waldmann secondo e Fausto Gresini terzo.
Nella 125 vengono iscritti come wild card dalla federazione motociclistica iberica due giovani spagnoli, Carlos Giró e Antonio Sánchez, che riescono entrambi ad ottenere punti avanzando addirittura il plurititolato Jorge Martínez. Solo diciannovesimo (quindi fuori dalla zona punti) il vicecampione dell'anno precedente Hans Spaan (vincitore di questo GP l'anno passato), che risente ancora dei postumi di una caduta in allenamento che gli ha provocato una grave contusione alle costole.
La gara dei sidecar è stata vinta dall'equipaggio composto da Rolf Biland e Kurt Waltisperg.

## Classe 500

### Arrivati al traguardo
| Pos. | Nº | Pilota               | Squadra                      | Motocicletta     | Giri | Tempo     | Griglia | Punti |
| ---- | -- | -------------------- | ---------------------------- | ---------------- | ---- | --------- | ------- | ----- |
| 1º   | 1  | Wayne Rainey         | Marlboro Team Roberts        | Yamaha YZR 500   | 32   | 44'13.070 | 1º      | 20    |
| 2º   | 3  | Mick Doohan          | Rothmans Honda               | Honda NSR 500    | 32   | +4.000    | 2º      | 17    |
| 3º   | 7  | Eddie Lawson         | Cagiva                       | Cagiva C591      | 32   | +23.646   | 5º      | 15    |
| 4º   | 34 | Kevin Schwantz       | Lucky Strike Suzuki          | Suzuki RGV Γ 500 | 32   | +23.730   | 4º      | 13    |
| 5º   | 8  | Jean-Philippe Ruggia | Yamaha Sonauto Mobil 1       | Yamaha YZR 500   | 32   | +31.387   | 7º      | 11    |
| 6º   | 21 | Doug Chandler        | Team Roberts Yamaha Castrol  | Yamaha YZR 500   | 32   | +49.660   | 8º      | 10    |
| 7º   | 27 | Didier de Radiguès   | Lucky Strike Suzuki          | Suzuki RGV Γ 500 | 32   | +55.097   | 10º     | 9     |
| 8º   | 20 | Adrien Morillas      | Yamaha Sonauto Mobil 1       | Yamaha YZR 500   | 32   | +1'12.584 | 12º     | 8     |
| 9º   | 10 | Sito Pons            | Campsa Honda                 | Honda NSR 500    | 32   | +1'17.300 | 11º     | 7     |
| 10º  | 5  | Wayne Gardner        | Rothmans Honda               | Honda NSR 500    | 30   | +2 giri   | 10º     | 6     |
| 11º  | 6  | Juan Garriga         | Ducados Yamaha               | Yamaha YZR 500   | 30   | +2 giri   | 9º      | 5     |
| 12º  | 16 | Cees Doorakkers      | HEK-Bauwmachines             | Honda RS 500     | 30   | +2 giri   | 16º     | 4     |
| 13º  | 11 | Marco Papa           | Moto Club Milano - Team Papa | Honda RS 500     | 30   | +2 giri   | 15º     | 3     |
| 14º  | 32 | Michael Rudroff      | R.S. RallyeSport             | Honda RS 500     | 30   | +2 giri   | 17º     | 2     |
| 15º  | 36 | Josef Doppler        | Doppler Racing               | Yamaha YZR 500   | 29   | +3 giri   | 19º     | 1     |
| 16º  | 38 | Michele Valdo        | Team Paton                   | Paton V115       | 26   | +6 giri   | 14º     |       |

### Ritirati
| Nº | Pilota           | Squadra               | Motocicletta           | Giri | Griglia |
| -- | ---------------- | --------------------- | ---------------------- | ---- | ------- |
| 13 | Niggi Schmassman | Technotron            | Honda RS 500           | 18   | 20º     |
| 35 | Hans Becker      | Romero Racing         | Hummel - Yamaha TZ 358 | 12   | 18º     |
| 19 | John Kocinski    | Marlboro Team Roberts | Yamaha YZR 500         | 0    | 3º      |

### Non partito
| Nº | Pilota        | Squadra | Motocicletta | Griglia |
| -- | ------------- | ------- | ------------ | ------- |
| 33 | Raymond Roche | Cagiva  | Cagiva C591  | 13º     |

### Non qualificati
| Nº | Pilota           | Squadra           | Motocicletta  |
| -- | ---------------- | ----------------- | ------------- |
|    | Simon Buckmaster | Padgett's Racing  | Suzuki RG 500 |
| 24 | Helmut Schütz    | R.S. Rallye Sport | Honda RS 500  |
| 31 | Martin Trösch    | MT Racing         | Honda RS 500  |
| 23 | Andreas Leuthe   | Librenti Corse    | Suzuki RG 500 |

## Classe 250

### Arrivati al traguardo
| Pos. | Nº | Pilota                    | Squadra                        | Motocicletta | Giri | Tempo     | Griglia | Punti |
| ---- | -- | ------------------------- | ------------------------------ | ------------ | ---- | --------- | ------- | ----- |
| 1º   | 13 | Loris Reggiani            | Aprilia Unlimited Jeans        | Aprilia      | 28   | 40'25.925 | 3º      | 20    |
| 2º   | 4  | Helmut Bradl              | HB Honda Racing Team Germany   | Honda        | 28   | +4.286    | 1º      | 17    |
| 3º   | 2  | Carlos Cardús             | Repsol Honda - Cardús          | Honda        | 28   | +13.053   | 4º      | 15    |
| 4º   | 9  | Pierfrancesco Chili       | Iberna Aprilia - Valesi Racing | Aprilia      | 28   | +13.172   | 2º      | 13    |
| 5º   | 3  | Luca Cadalora             | Rothmans-Kanemoto Honda        | Honda        | 28   | +20.075   | 5º      | 11    |
| 6º   | 7  | Masahiro Shimizu          | Ajinomoto Honda - HRC          | Honda        | 28   | +23.945   | 8º      | 10    |
| 7º   | 5  | Wilco Zeelenberg          | Sharp Sanson - Bieffe          | Honda        | 28   | +30.801   | 6º      | 9     |
| 8º   | 8  | Jochen Schmid             | Schuh-Zwafink Racing           | Honda        | 28   | +50.255   | 9º      | 8     |
| 9º   | 11 | Àlex Crivillé             | Marlboro - JJ Cobas            | JJ Cobas     | 28   | +50.470   | 13º     | 7     |
| 10º  | 6  | Martin Wimmer             | Lucky Strike Suzuki            | Suzuki       | 28   | +50.855   | 11º     | 6     |
| 11º  | 17 | Paolo Casoli              | Team Agostini - API            | Yamaha       | 28   | +51.218   | 7º      | 5     |
| 12º  | 18 | Andreas Preining          | ÖKM-Aprilia - SK Vöst          | Aprilia      | 28   | +52.736   | 10º     | 4     |
| 13º  | 58 | Massimiliano Biaggi       | Team Italia                    | Aprilia      | 28   | +57.552   | 12º     | 3     |
| 14º  | 51 | Jean Pierre Jeandat       | Rothmans Honda France          | Honda        | 28   | +1'04.706 |         | 2     |
| 15º  | 30 | Harald Eckl               | JF Aprilia Kuhnert             | Aprilia      | 28   | +1'05.499 | 14º     | 1     |
| 16º  | 15 | Carlos Lavado             |                                | Yamaha       | 28   | +1'12.049 |         |       |
| 17º  | 54 | Bernd Kassner             |                                | Aprilia      | 28   | +1'12.370 |         |       |
| 18º  | 39 | Jurgen van den Goorbergh  |                                | Aprilia      | 28   | +1'21.770 | 19º     |       |
| 19º  | 16 | Alberto Puig              |                                | Yamaha       | 28   | +1'23.709 | 23º     |       |
| 20º  | 48 | Urs Jücker                |                                | Yamaha       | 28   | +1'24.579 |         |       |
| 21º  | 53 | Eskil Suter               |                                | Aprilia      | 27   | +1 giro   |         |       |
| 22º  | 34 | Patrick van den Goorbergh |                                | Yamaha       | 27   | +1 giro   | 29º     |       |
| 23º  |    | Herri Torrontegui         |                                | Aprilia      | 27   | +1 giro   | 31º     |       |
| 24º  | 50 | Ian Newton                |                                | Yamaha       | 27   | +1 giro   |         |       |
| 25º  | 55 | Steve Hislop              |                                | Honda        | 27   | +1 giro   |         |       |
| 26º  | 14 | Peter Lindén              |                                | Honda        | 27   | +1 giro   |         |       |
| 27º  | 27 | Renzo Colleoni            |                                | Aprilia      | 27   | +1 giro   |         |       |
| 28º  | 35 | José Barresi              |                                | Yamaha       | 27   | +1 giro   |         |       |

### Ritirati
| Nº | Pilota            | Motocicletta | Giri | Griglia |
| -- | ----------------- | ------------ | ---- | ------- |
| 40 | Frédéric Protat   | Aprilia      | 21   |         |
| 32 | Bernard Haenggeli | Aprilia      | 12   |         |
| 46 | Kevin Mitchell    |              | 10   |         |
| 33 | Stefan Prein      | Honda        | 9    |         |
| 42 | Erkka Korpiaho    | Aprilia      | 5    |         |
| 45 | Corrado Catalano  | Honda        | 3    | 15º     |
| 19 | Marcellino Lucchi | Aprilia      | 3    |         |
| 41 | Jean Foray        | Yamaha       | 1    |         |

### Non partito
| Nº | Pilota      | Motocicletta |
| -- | ----------- | ------------ |
| 43 | Luis Lavado | Yamaha       |

### Non qualificati
| Nº | Pilota           | Motocicletta |
| -- | ---------------- | ------------ |
|    | Stefano Pennese  | Aprilia      |
| 52 | Stefano Caracchi | Yamaha       |
| 26 | John Cornwell    | Yamaha       |
| 49 | Renato Colleoni  | Aprilia      |
| 47 | Fausto Ricci     | Yamaha       |

## Classe 125

### Arrivati al traguardo
| Pos. | Nº | Pilota              | Squadra                    | Motocicletta | Giri | Tempo     | Griglia | Punti |
| ---- | -- | ------------------- | -------------------------- | ------------ | ---- | --------- | ------- | ----- |
| 1º   | 1  | Loris Capirossi     | AGV - Pileri Corse         | Honda        | 25   | 38'47.207 | 2º      | 20    |
| 2º   | 28 | Ralf Waldmann       | Schuh-Zwafink Honda Racing | Honda        | 25   | +6.547    | 3º      | 17    |
| 3º   | 7  | Fausto Gresini      | AGV - Pileri Corse         | Honda        | 25   | +8.857    | 5º      | 15    |
| 4º   | 12 | Gabriele Debbia     | Team Italia                | Aprilia      | 25   | +19.327   | 7º      | 13    |
| 5º   | 30 | Noboru Ueda         | Hero Sports TS             | Honda        | 25   | +23.604   | 1º      | 11    |
| 6º   | 4  | Dirk Raudies        | Schuh HB Honda Racing      | Honda        | 25   | +24.951   | 11º     | 10    |
| 7º   | 35 | Kazuto Sakata       | ELF Kepla - Meiko          | Honda        | 25   | +34.111   | 4º      | 9     |
| 8º   | 36 | Nobuyuki Wakai      | Moto Bum Racing            | Honda        | 25   | +34.434   | 6º      | 8     |
| 9º   | 53 | Carlos Giró         | RFME Ducados               | JJ Cobas     | 25   | +34.561   | 15º     | 7     |
| 10º  | 50 | Antonio Sánchez     | RFME Ducados               | JJ Cobas     | 25   | +35.406   | 8º      | 6     |
| 11º  | 5  | Jorge Martínez      | Metraux-Coronas            | Honda        | 25   | +37.630   | 20º     | 5     |
| 12º  | 9  | Alessandro Gramigni | Team Italia                | Aprilia      | 25   | +37.694   |         | 4     |
| 13º  | 20 | Hisashi Unemoto     | Team Unemoto               | Honda        | 25   | +43.819   | 13º     | 3     |
| 14º  | 16 | Kōji Takada         | Team Takeshima             | Honda        | 25   | +43.897   | 14º     | 2     |
| 15º  | 11 | Adi Stadler         | RS RallyeSport GmbH        | JJ Cobas     | 25   | +44.418   |         | 1     |
| 16º  | 27 | Gimmi Bosio         |                            | Honda        | 25   | +52.311   |         |       |
| 17º  | 3  | Bruno Casanova      |                            | Honda        | 25   | +52.509   | 12º     |       |
| 18º  | 10 | Heinz Lüthi         |                            | Honda        | 25   | +52.658   |         |       |
| 19º  | 2  | Hans Spaan          |                            | Honda        | 25   | +59.717   | 22º     |       |
| 20º  | 46 | Arie Molenaar       |                            | Honda        | 25   | +1'09.786 | 27º     |       |
| 21º  | 45 | Stefan Kurfiss      |                            | Honda        | 25   | +1'10.129 |         |       |
| 22º  | 15 | Maurizio Vitali     |                            | Gazzaniga    | 25   | +1'10.389 |         |       |
| 23º  | 41 | Alain Bronec        |                            | Honda        | 25   | +1'10.955 |         |       |
| 24º  | 43 | Manuel Hernández    |                            | Honda        | 25   | +1'10.961 | 28º     |       |
| 25º  | 19 | Alfred Waibel       |                            | Honda        | 25   | +1'11.132 |         |       |
| 26º  | 29 | Peter Galvin        |                            | Honda        | 25   | +1'11.344 |         |       |
| 27º  | 18 | Robin Appleyard     |                            | Honda        | 25   | +1'24.176 |         |       |
| 28º  | 40 | Johnny Wickström    |                            | Honda        | 25   | +1'24.258 |         |       |
| 29º  | 32 | Luis Alvaro         |                            | Derbi        | 25   | +1'35.675 | 33º     |       |
| 30º  |    | Jos van Dongen      |                            | Honda        | 25   | +1'37.040 | 35º     |       |

### Ritirati
| Nº | Pilota             | Motocicletta | Griglia |
| -- | ------------------ | ------------ | ------- |
| 14 | Julián Miralles    | JJ Cobas     | 30º     |
| 52 | Oliver Petrucciani | Aprilia      | 10º     |
|    | Stefan Brägger     | Honda        |         |
| 22 | Peter Öttl         | Bakker-Rotax | 9º      |
| 58 | Kin'ya Wada        | Honda        |         |
| 6  | Ezio Gianola       | Derbi        |         |

### Non qualificati
| Nº | Pilota                 | Motocicletta |
| -- | ---------------------- | ------------ |
| 44 | Serafino Foti          | Honda        |
|    | Jaime Mariano          | JJ Cobas     |
| 26 | Francisco Javier Debon | JJ Cobas     |
| 31 | Ian McConnachie        | Honda        |
| 34 | Emilio Cuppini         | Gazzaniga    |
|    | Hubert Abold           | Honda        |
| 17 | Steve Patrickson       | Honda        |
| 51 | Thierry Feuz           | Honda        |
| 54 | Jean-Claude Selini     | Honda        |

## Classe sidecar
Fonte:

### Arrivati al traguardo (posizioni a punti)
| Pos. | Nº | Pilota             | Passeggero      | Costruttore   | Giri | Tempo     | Griglia | Punti |
| ---- | -- | ------------------ | --------------- | ------------- | ---- | --------- | ------- | ----- |
| 1º   | 4  | Rolf Biland        | Kurt Waltisperg | LCR - Honda   | 25   | 36'37.009 | 2º      | 20    |
| 2º   | 3  | Steve Webster      | Gavin Simmons   | LCR - Krauser | 25   | +7.662    | 1º      | 17    |
| 3º   | 1  | Alain Michel       | Simon Birchall  | LCR - Krauser | 25   | +24.310   | 3º      | 15    |
| 4º   | 2  | Egbert Streuer     | Peter Brown     | LCR - Krauser | 25   | +39.531   |         | 13    |
| 5º   | 6  | Steve Abbott       | Shaun Smith     | LCR - Krauser | 25   | +41.892   |         | 11    |
| 6º   | 9  | Masato Kumano      | Eckart Rösinger | LCR - Yamaha  | 25   | +46.283   |         | 10    |
| 7º   | 5  | Paul Güdel         | Charly Güdel    | LCR - Krauser | 25   | +46.690   |         | 9     |
| 8º   | 12 | Ralph Bohnhorst    | Bruno Hiller    | LCR - Krauser | 25   | +47.048   |         | 8     |
| 9º   | 7  | Yoshisada Kumagaya | Brian Houghton  | LCR - Krauser |      |           |         | 7     |
| 10º  | 17 | Darren Dixon       | Sean Dixon      | LCR - Krauser |      |           |         | 6     |
| 11º  | 27 | Tony Wyssen        | Kilian Wyssen   | LCR - Krauser |      |           |         | 5     |
| 12º  | 15 | Barry Brindley     | Scott Whiteside | LCR - Krauser |      |           |         | 4     |
| 13º  | 25 | Derek Brindley     | Nick Roche      | LCR - Krauser |      |           |         | 3     |
| 14º  | 16 | René Progin        | Gary Irlam      | LCR - Krauser |      |           |         | 2     |
| 15º  | 22 | Werner Kraus       | Thomas Schröder | Busch - ADM   |      |           |         | 1     |

## Fonti e bibliografia
1. 1 2 3   r.s., Trionfano Capirossi e Reggiani, su archiviolastampa.it, 22 luglio 1991,  p. 7.
2. 1 2 3   Carlo Braccini, Quando la coppia non scoppia, ma vince Capirossi e Reggiani sul trono di Francia (PDF), su archiviostorico.unita.it, 22 luglio 1991,  p. 23 (archiviato dall'url originale il 4 marzo 2016).
3. ↑  (FR) GRAND PRIX D'ALLEMAGNE : L'ECART ENTRE JOBE ET MARTENS S'AMENUISE 2 BELGES POUR UN TITRE : LA CITADELLE EN FREMIT DEJA, su archives.lesoir.be, 22 luglio 1991.
4. ↑    Sidecarshop, Fim sidecar world championship Paul Richard 1991, su YouTube, 7 gennaio 2016.

- El Mundo Deportivo del 21 luglio 1991, pag. 46, su hemeroteca.mundodeportivo.com.